# SES Astra
SES Astra opera el sistema de satèl·lits ASTRA i ofereix una cartera completa de serveis de difusió i de banda ampla per als seus clients d'Europa i altres continents. ASTRA transmet programes de ràdio i televisió de forma directa a milions de llars i proporciona accés a Internet i serveis de xarxa a governs, grans societats, petites i mitjanes empreses i llars.
ASTRA té la seu a Betzdorf, Luxemburg, des d'on la societat organitza tasques centralitzades com operacions satel·litàries i de càrrega útil, assistència tècnica de 24 hores, els 7 dies de la setmana, i activitats corporatives. A més, les filials dels principals mercats europeus s'ocupen de les vendes locals i el suport comercial.
SES ASTRA forma part del grup SES GLOBAL, que és el fruit de la unió d'ASTRA i AMERICOM, grup d'operadors de satèl·lit i proveïdors de serveis de xarxa que, en combinació, ofereixen un abast mundial. A Europa el grup ASTRA arriba a unes 18 milions de cases repartides per tot el continent.

## Satèl·lits
SES Astra treballa amb dotze satèl·lits des de tres localitzacions orbitals, set estan a 19.2°E, tres a 28.2°E i dos a 23.5°E. La companyia té en construcció tres satèl·lits per reemplaçar en dates properes els models Astra 1. Els Satèl·lits Astra funcionen sota el principi de co-localització (diversos satèl·lits a la mateixa posició orbital) que permet incrementar la flexibilitat i la redundància.
| Satèl·lit | Posició                           | Petjada principal | Constructor     | Model            | Llançament             | Vehicle de llançament | Observacions                                                                                        |
| --------- | --------------------------------- | --- | --------------- | ---------------- | ---------------------- | --------------------- | --------------------------------------------------------------------------------------------------- |
| 1A        | Fora de servei (Desembre de 2004) | Fora de servei (Desembre de 2004)                                                                                                   | GE AstroSpace   | GE-4000          | 11 de desembre de 1988 | Ariane 44LP           | En una órbita cementeri                                                                             |
| 1B        | 19.2°E                            | | GE AstroSpace   | GE-5000          | 2 de març de 1991      | Ariane 44LP           | Adquirit de GE Americom (Satcom K3). Fora d'ús, encara que no oficialment; serà substituït pel 1KR. |
| 1C        | 19.2°E                            | | Hughes          | HS-601           | 12 de maig de 1993     | Ariane 42L            | Serà substituït pel 1KR                                                                             |
| 1D        | 23.5°E                            | | Hughes          | HS-601           | 1 de novembre de 1994  |                       | |
| 1E        | 19.2°E                            | | Hughes          | HS-601           | 19 d'octubre de 1995   | Ariane 42L            | |
| 1F        | 19.2°E                            | | Hughes          | HS-601HP         | 8 d'abril de 1996      | Proton                | |
| 1G        | 19.2°E                            | | Hughes          | HS-601HP         | 2 de desembre de 1997  | Proton                | |
| 1H        | 19.2°E                            | | Hughes          | HS-601HP         | 16 de juny de 1999     | Proton                | |
| 1K        | 19.2°E                            | Destruït | Alcatel Space   | Spacebus 3000B3S | 26 de novembre de 2002 | Proton                | Error al coet, caigut a l'oceà Pacífic.                                                             |
| 1KR       | 19.2°E                            | | Lockheed Martin | A2100            | 20 d'abril de 2006     | Atlas V               | Substituït per l' 1B i 1C. Substitut del destruït Astra 1K.                                         |
| 1L        | 19.2°E                            | Llançament completat pel coet Ariane 5 / Separació correcta del coet i ruta en solitari fins posició 19.2ºE / Comprovació de orbita | Lockheed Martin | A2100            | 5 de maig de 2007      |                       | Substitut del 1KR, si té èxit, serà el 1L                                                           |
| 1M        | 19.2°E                            | En construcció | EADS Astrium    | Eurostar E3000   | El 2008                |                       | Per reemplaçar el 2C en 19.2°E                                                                      |
| 2A        | 28.2°E                            | | Hughes          | HS-601HP         | 30 d'agost de 1998     | Proton                | |
| 2B        | 28.2°E                            | | EADS Astrium    | Eurostar E2000+  | 14 de setembre de 2000 | Ariane 5              | |
| 2C        | 19.2°E                            | | Hughes          | HS-601HP         | 16 de juny de 2001     | Proton                | Serà reemplaçat pel 1M, movent-se vers 28.2°E                                                       |
| 2D        | 28.2°E                            | | Hughes          | HS-376           | 19 de desembre de 2000 | Ariane 5              | |
| 3A        | 23.5°E                            | | Boeing          | HS-376           | 29 de març de 2002     | Ariane 44L            | |
| 4A        | 37.5°W                            | | Alcatel Space   | Spacebus-4000C3  | 3 de febrer de 2005    | Proton M              | |

Notes
1. 19.2°E és la posició orbital més corrent per la televisió i radio per satel·lit f Alemanya i Europa central
2. 1G és utilitzat per internet per satèl·lit (amb mòdems DVB) i l'emissió de canals en obert de televisió i radio.